# Mafra (Portugal)
Mafra ist eine Kleinstadt (Vila) in Portugal, 40 km nordwestlich von Lissabon. Die Stadt ist Sitz eines Kreises (Concelho) mit 86.515 Einwohnern (Stand 19. April 2021). Bekannt ist der Ort vor allem für seinen monumentalen Palastbau, den Palácio Nacional de Mafra.

## Geschichte
Funde belegen eine Besiedlung des Gebietes seit der Altsteinzeit, insbesondere in der Gemeinde Encarnação. Zu nennen ist auch der Muschelhaufen im Strandort Praia de São Julião, in der Gemeinde Carvoeira. In der Jungsteinzeit entstanden hier erste befestigte Siedlungen (z. B. in Cheleiros), einige Dolmen sind bis heute erhalten geblieben. Die bedeutendsten archäologischen Funde im Kreis stammen jedoch aus dem 1. bis 4. Jahrhundert. Die Römerstraße von Sintra nach Peniche verlief hier, einige der Brücken stehen noch. Durch seine fruchtbaren Böden war das heutige Kreisgebiet vermutlich eine bedeutende landwirtschaftliche Gemeinde der Stadt Olisipo (heute Lissabon). Insbesondere für die Produktion von Wein, Olivenöl und Gemüse dürfte das Gebiet von Bedeutung gewesen sein, da es durch Straßen und die bis ins Mittelalter schiffbaren Wasserläufe auch verkehrstechnisch geeignet war, in die Versorgung der Stadt eingebunden zu werden.
Die Westgoten eroberten das Gebiet ab dem 5. Jahrhundert n. Chr., um in Folge der Landnahme der Iberischen Halbinsel durch die Mauren ab 711 unterworfen und vertrieben zu werden. Die Araber herrschten hier bis 1147, als Portugals erster König, D. Afonso Henriques die arabische Ortschaft eroberte. 1189 erhielt Mafra erstmals Stadtrechte.
Während der Regentschaft des Königs D. Manuel I., der die Stadtrechte Mafras erneuerte, entstanden zahlreiche Bauten, die sich durch den manuelinischen Stil auszeichnen.
König João V. gelobte den Bau eines Klosters, sollte ihm der langerwartete Nachwuchs geboren werden. Nach der Geburt seiner Tochter ließ er zwischen 1717 und 1730 die bedeutende barocke Palast- und Klosteranlage mit Basilika erbauen, der heutige Palácio Nacional de Mafra. Die Anlage ist von enormen Abmessungen (ca. 1200 Räume, 40.000 m² Grundfläche), und damit von größerem Ausmaß als Escorial in Spanien. Für die Errichtung wurde ein Viertel des Goldes der damaligen Kolonie Brasilien aufgewendet. Heerscharen von bis zu 50.000 Arbeitskräften wurden beim Bau eingesetzt, die unter großen Mühen und 1400 Todesopfern, und unter der Aufsicht von 7.000 Soldaten, die Palastanlage aufbauten. Den Bau des Convento verarbeitete der Literaturnobelpreisträger José Saramago aus Sicht der einfachen Menschen in seinem Roman Das Memorial (port.: O Memorial do Convento, 1982).

## Kultur, Sehenswürdigkeiten und Sport
Der Palast ist das bekannteste Bauwerk Mafras, dabei ist auch seine umfangreiche historische Bibliothek zu nennen, die allein 40.000 Bände aus dem 16. und 18. Jahrhundert birgt. Der gesamte Komplex – Palast, Basilika, Kloster, Cerco-Garten und Jagdrevier (Tapada) – wurde im Juli 2019 zum UNESCO-Welterbe erklärt. Im Oktober findet nahe dem Kloster alljährlich ein Festival Klassischer Musik statt.
Die Prozessionen in der Fastenzeit haben viele Züge des Barock bewahrt. Sie gehören zu den bedeutendsten und originellsten Kulturveranstaltungen in Portugal.
Im Kreis befinden sich eine Vielzahl weiterer Baudenkmäler, darunter Sakralbauten, historische öffentliche und private Gebäude, und Gärten. Die jungsteinzeitliche Tholos von Tituária liegt auf einer Anhöhe beim gleichnamigen Dorf, östlich von Mafra.
Das 819 Hektar große Waldgehege Tapada Nacional de Mafra schließt sich an den nördlich der Palastbibliothek beginnenden botanischen Garten an. Es war das königliche Jagdrevier und wird auch heute von Hirschen, Wildschweinen, und einer Vielzahl weiterem Jagdwild bevölkert. Wanderwege sind angelegt, und geführte Wanderungen werden angeboten.
Der Strand der Gemeinde Ericeira gilt als europäischer Hotspot für Surfer und ist das erste europäische und eines der drei ersten weltweiten Surfreservate.
Der 1965 gegründete Fußballklub Clube Desportivo de Mafra stieg 2015 erstmals in die zweite portugiesische Liga auf. Der CD Mafra empfängt seine Gäste im städtischen Estádio Municipal de Mafra, das 1257 Zuschauern Platz bietet.

## Verwaltung

### Kreis
Mafra ist Verwaltungssitz eines gleichnamigen Kreises (Concelho). Die Nachbarkreise sind (im Uhrzeigersinn im Norden beginnend): Torres Vedras, Sobral de Monte Agraço, Arruda dos Vinhos, Loures, Sintra sowie der Atlantische Ozean.
Mit der Gebietsreform im September 2013 wurden mehrere Gemeinden zu neuen Gemeinden zusammengefasst, sodass sich die Zahl der Gemeinden von zuvor 17 auf elf verringerte.
Die folgenden Gemeinden (Freguesias) liegen im Kreis Mafra:

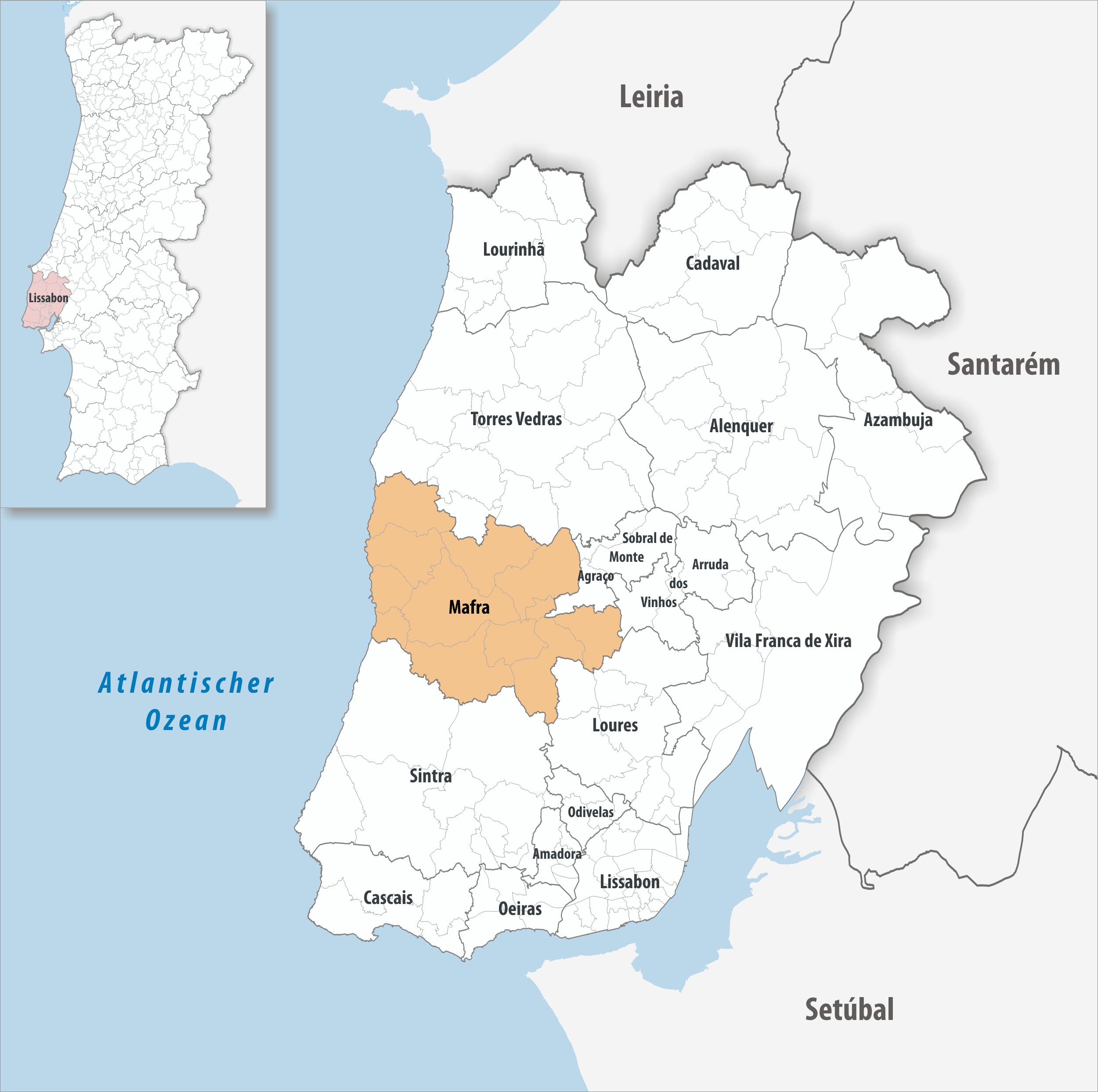
Kreis Mafra

| Gemeinde                                         | Einwohner (2021) | Fläche km² | Dichte Einw./km² | LAU- Code |
| ------------------------------------------------ | ---------------- | ---------- | ---------------- | --------- |
| Azueira e Sobral da Abelheira                    | 4.434            | 30,63      | 145              | 110918    |
| Carvoeira                                        | 2.848            | 8,21       | 347              | 110902    |
| Encarnação                                       | 4.918            | 28,51      | 172              | 110904    |
| Enxara do Bispo, Gradil e Vila Franca do Rosário | 3.979            | 31,65      | 126              | 110919    |
| Ericeira                                         | 12.359           | 12,05      | 1.026            | 110906    |
| Igreja Nova e Cheleiros                          | 4.693            | 37,07      | 127              | 110920    |
| Mafra                                            | 20.781           | 47,95      | 433              | 110909    |
| Malveira e São Miguel de Alcainça                | 9.647            | 16,85      | 573              | 110921    |
| Milharado                                        | 7.645            | 24,43      | 313              | 110911    |
| Santo Isidoro                                    | 4.396            | 24,83      | 177              | 110913    |
| Venda do Pinheiro e Santo Estêvão das Galés      | 10.815           | 29,48      | 367              | 110922    |
| Kreis Mafra                                      | 86.515           | 291,66     | 297              | 1109      |

### Bevölkerungsentwicklung

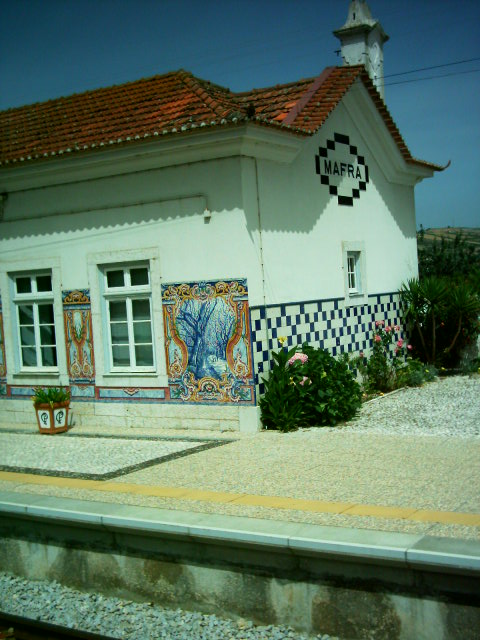
Am Bahnhof von Mafra

| Einwohnerzahl im Kreis Mafra (1801–2011) | Einwohnerzahl im Kreis Mafra (1801–2011) | Einwohnerzahl im Kreis Mafra (1801–2011) | Einwohnerzahl im Kreis Mafra (1801–2011) | Einwohnerzahl im Kreis Mafra (1801–2011) | Einwohnerzahl im Kreis Mafra (1801–2011) | Einwohnerzahl im Kreis Mafra (1801–2011) | Einwohnerzahl im Kreis Mafra (1801–2011) | Einwohnerzahl im Kreis Mafra (1801–2011) | Einwohnerzahl im Kreis Mafra (1801–2011) |
| ---------------------------------------- | ---------------------------------------- | ---------------------------------------- | ---------------------------------------- | ---------------------------------------- | ---------------------------------------- | ---------------------------------------- | ---------------------------------------- | ---------------------------------------- | ---------------------------------------- |
| 1801                                     | 1849                                     | 1900                                     | 1930                                     | 1960                                     | 1981                                     | 1991                                     | 2001                                     | 2011                                     |                                          |
| 4200                                     | 10.734                                   | 25.021                                   | 29.750                                   | 35.739                                   | 43.899                                   | 43.731                                   | 54.358                                   | 76.685                                   |                                          |

### Kommunaler Feiertag
- Christi Himmelfahrt

### Städtepartnerschaften
- Deutschland: Leimen (Baden) (seit 1990)
- Frankreich: Fréhel (seit 1993)
- Kap Verde: São Vicente (seit 1999)[9]

## Verkehr
Von Lissabon aus gelangt man über die Autoestrada A8, Ausfahrt Nr. 5 nach Mafra. Die Busgesellschaft Mafrense bietet eine Alternative. Sie startet in der Hauptstadt am U-Bahnhof Campo Grande. Des Weiteren besitzt Mafra weit außerhalb des Zentrums einen Bahnhof an der Linha do Oeste.

## Söhne und Töchter
- Manuel Caetano de Sousa (1742–1802), Architekt
- Estêvão de Jesus Maria (1786–1871), Bischof auf den Azoren, Miguelist
- Jaime Lobo e Silva (1875–1943), Autor, Lokalhistoriker und Komponist aus Ericeira
- Patrocínio Ribeiro (1882–1923), Bibliothekar, Autor und Kolumbus-Forscher
- Ernesto Leandro Rodrigues Soares (1887–1966), Pädagoge, Bibliothekar und Kunsthistoriker
- Adolfo Abranches Pinto (1895–1981), Militär, Diplomat und Politiker, 1950–1954 Kriegsminister
- Beatriz Costa (1907–1996), Schauspielerin
- José Franco (1920–2009), Keramikkünstler und Bildhauer
- Vítor Alves (1935–2011), Militär und Politiker, Offizier der Nelkenrevolution 1974
- Vasco Gervásio (1943–2009), Fußballspieler
- Pedro Espinha (* 1965), Fußballspieler
- Hélder Sousa Silva (* 1965), Politiker
- Daniel Batalha Henriques (1966–2022), Weihbischof in Lissabon
- Ana Ferreira (* 1984), Schauspielerin, bekannt aus der Fernsehserie Morangos com Açúcar